# Кусаинов, Мурат Кусаинович
Мура́т Кусаи́нович Кусаи́нов (каз. Мұрат Құсайынұлы Құсайынов; род. 10 августа 1948, Кордайский район, Жамбылская область) — советский казахский композитор, музыкант. Заслуженный деятель искусств Республики Казахстана (1993). Художественный руководитель и основатель вокально-инструментального ансамбля Дос-Мукасан (1967). Академик Казахской национальной академии музыки.

## Биография
Родился 10 августа 1948 года в с. Шарбакты Кордайского района Жамбылской области. Происходит из рода жаныс племени дулат
- 1954 — 1961 годы Учился в семилетней школе с. Шарбакты, окончил с отличием.
- 1961 — 1965 годы Учился в 11-летней школе им. Абая в с. Кордай и окончил её с серебряной медалью.
- 1965 — 1970 годы Учился и успешно окончил Казахский политехнический институт (ныне Казахский национальный исследовательский технический университет имени К. И. Сатпаева), факультет автоматики и вычислительной техники.
- 1976 год М. Кусаинов поступил в Казахскую национальную консерваторию имени Курмангазы на факультет композиции в класс профессора Жубановой Газизы Ахметовны.

## Творчество
- 1967 год 19-летний Мурат вместе со своими друзьями — Досымом Сулеевым, Камитом Санбаевым, Александром Литвиновым, — создал ансамбль «Дос-Мукасан».
- 1971 год М. Кусаинов вместе с ансамблем «Дос-Мукасан» участвовал во Всесоюзном фестивале «Дружба народов» технических ВУЗов страны в г. Ташкент и завоевал звание лауреата I степени.
- 1971 — 1972 годы М. Кусаинов вместе с ансамблем «Дос-Мукасан» по направлению ЦК комсомола Казахстана побывал с концертами в Польше, Германии и Франции, провел творческие встречи с молодежью этих стран.
- 1973 год М. Кусаинов вместе с ансамблем «Дос-Мукасан» стал лауреатом Всесоюзного конкурса профессиональных исполнителей в г. Минск. Кроме того, ансамблю был вручен специальный приз жюри конкурса «За лучшую обработку советской песни».
- 1973 год М. Кусаинов вместе с ансамблем «Дос-Мукасан» участвовал на Х Всемирном фестивале молодежи и студентов в Берлине, где завоевал Золотую медаль и звание лауреата I степени.
- 1974 год М. Кусаинов вместе с ансамблем «Дос-Мукасан» становится лауреатом премии комсомола Казахстана.
- 1975 — 1976 годы М. Кусаинов, возглавляя ансамбль «Дос-Мукасан», побывал с гастролями в Германии, Монголии и других зарубежных странах.
- 1976 — 1977 годы М. Кусаинов с ансамблем «Дос-Мукасан» гастролировал по Северной и Южной Америке. За 6 месяцев дано 180 концертов, всюду концерты прошли с большим успехом, при полных аншлагах.
- 1978 год М. Кусаинов вместе с ансамблем «Дос-Мукасан» дал около 60 концертов в Измире (Турция), где побывало более 200 тысяч зрителей.
- 1978 — 1990 годы Ансамбль «Дос-Мукасан» под руководством М. Кусаинова, подготовив несколько новых музыкальных программ, с большим успехом гастролировал по России, Украине, Беларуси, Молдавии, Прибалтике, Узбекистану, Кыргызстану, а также в Чехословакии, Монголии, Афганистане и других зарубежных странах.
- 1980 год К 40-летию образования Казахской ССР ансамбль осуществляет постановку первой казахстанской рок-оперы «Жер-ұйық» на музыку композитора Т. Мухамеджанова.
- 1983 год Ансамбль «Дос-Мукасан» побывал с концертами в Афганистане, где выступал перед воинами, выполнявшими свой интернациональный долг.
- 1985 год М. Кусаинов вместе с ансамблем «Дос-Мукасан» участвовал на XII Всемирном фестивале молодёжи и студентов в Москве и был награждён специальным дипломом фестиваля.
- 1991 год М. Кусаинов создал первый в Казахстане музыкальный центр и студию «Әуен».

## Награды
- 1968 год — Медаль «За освоение целинных земель».
- 1974 год — Премия Ленинского комсомола.
- 1993 год — Заслуженный деятель искусств Республики Казахстана.
- 1998 год — Медаль «Астана».
- 2002 год — Указом президента Республики Казахстан награждён орденом «Курмет»[2].
- 2011 год — Медаль «20 лет независимости Республики Казахстан».
- 2013 год — Общенациональной премии «Алтын Адам — Человек года в Казахстане».
- 2016 год — Указом президента Республики Казахстан за большой вклад в области музыкального искусства, композитор Мурат Кусаинов награждён орденом Парасат.
- Почётный гражданин Кордайского района.

## Скандалы
В мае 2019 года Мурата Кусаинова оштрафовали на 12 625 тенге (5 МРП) за мелкое хулиганство. Суд установил, что Кусаинов при прохождении досмотра в аэропорту Нур-Султана выражался нецензурной бранью в адрес сотрудников таможенного досмотра, тем самым проявил неуважение к обществу, нарушил общественный порядок и спокойствие физических лиц. Музыкант не оспаривал факта и обстоятельств совершённого правонарушения, вину признал полностью, в содеянном раскаялся, штраф обязался уплатить. В июне 2019 года в связи с тем же случаем в аэропорту на артиста завели уголовное дело по части 1 статьи 378 «Оскорбление представителя власти». 20 июня 2019 года по результатам рассмотрения уголовного дела Мурат Кусаинов признан виновным в оскорблении представителей власти при исполнении ими своих служебных обязанностей и по приговору суда он освобождён от уголовной ответственности в связи с деятельным раскаянием.